# Hermann Steuri
Hermann Steuri, né le 8 septembre 1909 à Grindelwald et mort le 17 août 2001, est un skieur alpin suisse.

## Arlberg-Kandahar
- Vainqueur du slalom 1935 à Mürren